# Mária Berzsenyi
Mária Berzsenyi, född den 31 oktober 1946 i Sármellék, Ungern, är en ungersk handbollsspelare.
Hon tog OS-brons i damernas turnering i samband med de olympiska handbollstävlingarna 1976 i Montréal.